# Турба
Ту́рба (ест. Turba alevik) — селище в Естонії, у волості Сауе повіту Гар'юмаа.

## Населення
Чисельність населення на 31 грудня 2011 року становила 927 осіб.

## Історія
З 21 травня 1992 до 24 жовтня 2017 року селище входило до складу волості Ніссі.